# Norbert Matsché

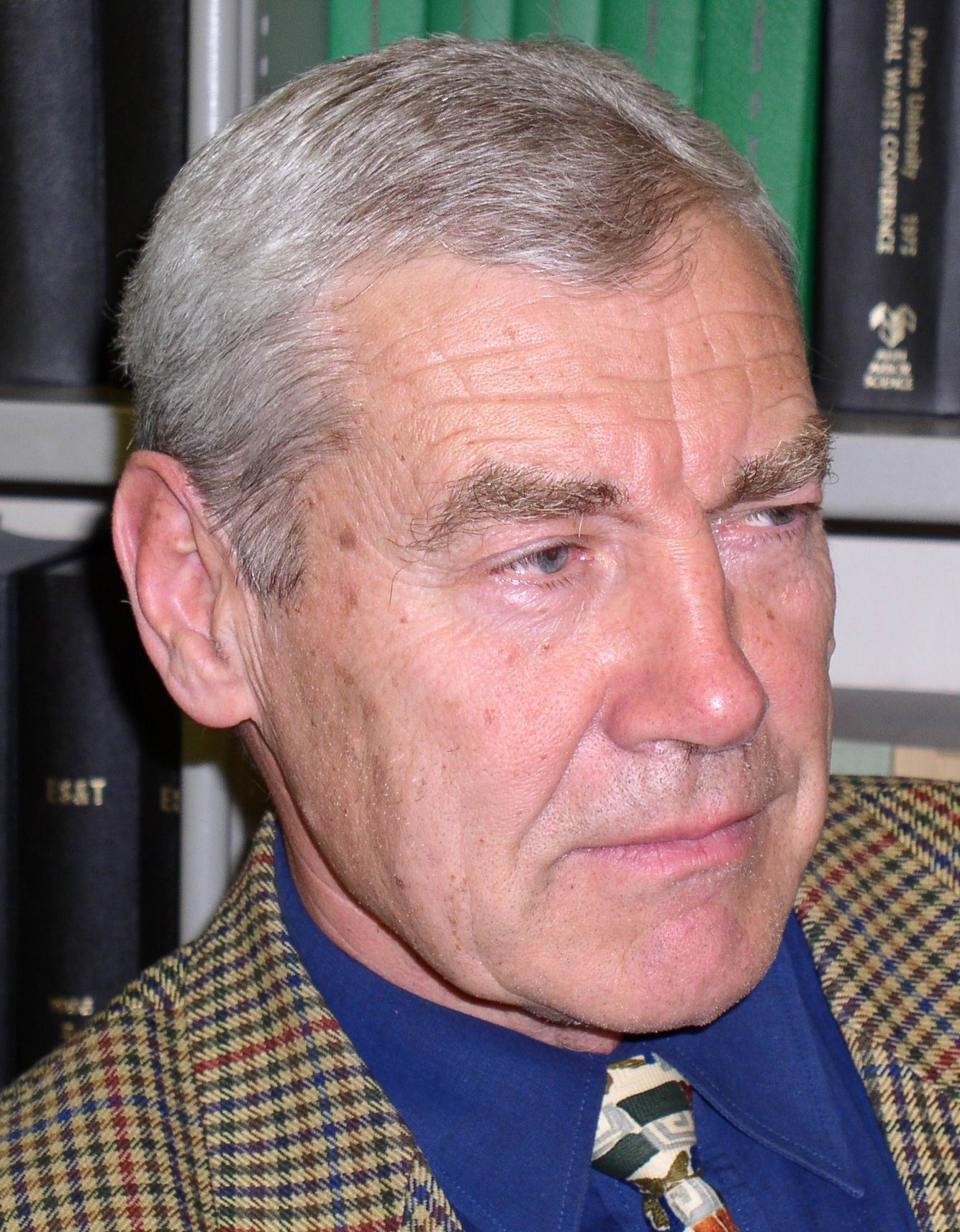
Norbert Matsché, 2011

Norbert Matsché (* 1. August 1942 in Mödling; Niederösterreich) ist ein österreichischer Chemiker. Er war seit 1995 als Professor für Chemie und Biologie des Wassers an der Technischen Universität Wien, Institut für Wassergüte und Ressourcenmanagement (IWR) tätig und befindet sich seit 2007 im Ruhestand. Zwischen 1. Januar 1999 und 31. Dezember 2003 leitete Norbert Matsché das Institut und war für die Entwicklung des Instituts verantwortlich.

## Leben
Norbert Matsché trat im September 1952 in das Bundesrealgymnasium Mödling ein, wo er am 7. Juli 1960 die Matura mit Auszeichnung ablegte. Im Herbst 1960 begann er das Studium der Technischen Chemie an der Technischen Hochschule in Wien (heute: TU Wien) und schloss dieses am 13. Dezember 1965 durch Ablegung der II. Staatsprüfung ab. Während des Studiums arbeitete er als Ferialpraktikant in Laboratorien der Farbenfabriken Bayer AG (Leverkusen, BRD), Aslan Cimento Fabr. (Darica, Türkei) und der Semperit (Traiskirchen, Österreich). Vom 1. Januar 1966 bis zum 31. Juli 1971 war er als Hochschulassistent am Institut für Biochemische Technologie und Mikrobiologie der Technischen Hochschule Wien (Vorstand: R. Brunner) beschäftigt. Seine Graduierung zum „Doktor der technischen Wissenschaften“ (Dr.techn.) erfolgte am 27. Juni 1969 an der Technischen Hochschule in Wien nach Approbation der Dissertation „Untersuchungen zur kontinuierlichen Fermentation von Tyrothricin“.
In der Zeit vom August 1969 bis August 1970 weilte er als Post-Doctoral-Fellow am Environmental Systems Engineering Department der Universität Clemson, South Carolina, USA (Vorstand: J. F. Andrews).
Seit 1. August 1971 war er als Hochschul-(Universitäts)-Assistent am Institut für Wassergüte und Landschaftswasserbau der Technischen Universität Wien (Vorstand:  W. v. d. Emde) tätig. Mit einer Arbeit über „Mikrobielle Denitrifikation in der Abwasserreinigung“ habilitierte er sich im Jahre 1979 und mit Bescheid der Technischen Universität Wien vom 3. Dezember 1979 wurde ihm die Lehrbefugnis als Universitätsdozent für „Chemie und Biologie des Wassers und Abwassers“ verliehen.
Im Oktober 1995 wurde Norbert Matsché mit der Professur für Chemie und Biologie des Wassers am Institut für Wassergüte und Abfallwirtschaft (heute: Institut für Wassergüte und Ressourcenmanagement) der TU Wien betraut, welche er bis zu seinem Abschied aus dem aktiven Dienst, am 30. September 2007, ausübte.

## Leistungen
Im Rahmen seiner Arbeit am Institut für Wassergüte und Ressourcenmanagement war Norbert Matsché in einer Fülle von Tätigkeitsfeldern aktiv. Frühe Arbeiten von ihm befassen sich mit der biologischen Grundlage der Stickstoffentfernung aus Abwässern durch den Prozess der simultanen Nitrifikation/Denitrifikation, der auf der Kläranlage Wien-Blumental erforscht und angewendet wurde. Später kamen Arbeiten auf dem Gebiet der chemischen/biologischen Entfernung von Phosphorverbindungen aus dem Abwasser hinzu.
Auch die Auswirkungen von Nährstoffeinträgen auf Oberflächengewässern, z. B. über die Wulka in den Neusiedler See, bildet eines seiner frühen Forschungsinteressen.
Die sehr breit gefächerte Forschungstätigkeit von Norbert Matsché umfasst des Weiteren die Schwerpunkte „Prozesse aerober und anaerober biologischer Reinigung kommunaler sowie industrieller Abwässer“ in verfahrenstechnischer , wie mikrobiologischer Hinsicht sowie allgemein mit der Chemie in der Wassergütewirtschaft. Sie erstreckte sich auch auf Arbeiten im Bereich Vermeidung bzw. Bekämpfung von Blähschlamm, Schwimmschlamm oder Schaumereignissen auf Kläranlagen und die Vermeidung von durch Mikroorganismen und chemischen Stoffen (v. a. Schwefelverbindungen) verursachten Geruchsproblemen, sowie den Bereich Klärschlammbehandlung. Auch die Analytik der Abwasserinhaltsstoffe bildete einen Eckpfeiler seiner Forschungstätigkeiten.
Auf Basis seiner Forschungen im Bereich der biologischen Abwasserreinigung hat Norbert Matsché innovative und wirksame Lösungen für Probleme der Abwasserreinigung entwickelt und auf dieser Grundlage auch zwei Verfahren zum Patent angemeldet, die späterhin erfolgreich in der Praxis eingesetzt wurden. Diese Patente sind: Erstens (gemeinsam mit Guan Liang): Patent AT 396684 B „Belebtschlammverfahren zur Reinigung von Abwasser“ („Hybridverfahren“), angemeldet am 6. August 1991. Es handelt sich dabei um ein zweistufiges Verfahren zur biologischen Reinigung von Abwasser. Dabei wird ein Teil des Belebtschlammes der ersten Reinigungsstufe in die zweite Stufe und ein Teil des Belebtschlammes der zweiten Reinigungsstufe in die erste Stufe übergeführt, wodurch es in beiden Reinigungsstufen zur Ausbildung von Mischbiozönosen kommt. Damit gelangt sowohl denitrifizierende Biomasse aus der ersten Stufe in die zweite Stufe als auch nitrifizierende Biomasse aus der zweiten Stufe in die erste Stufe. So kann in beiden Stufen neben dem Abbau von Kohlenstoffverbindungen die Entfernung von Stickstoffverbindungen durch Nitrifikation und Denitrifikation erfolgen. Die Funktionsweise mehrerer großer Kläranlagen, z. B. Wien, Knittelfeld, Saalfelden etc., basieren auf diesem Prinzip. Eine weitere Patentanmeldung aus dem Jahre 2003 betrifft ein Verfahren zum Klären von Abwässern mit leicht abbaubaren oder leicht adsorbierbaren Inhaltsstoffen, wie Abwässern der Nahrungsmittelindustrie (Molkereien), trägt den Titel „Verfahren und Anlage zum Klären von Industrieabwässern“. Ein Beispiel für die Anwendung dieses Verfahrens ist die Kläranlage Bad Vöslau mit einer angeschlossenen großen Molkerei.
Norbert Matsché war und ist bei zahlreichen nationalen und internationalen fachrelevanten außeruniversitären Organisationen und wissenschaftlichen Gremien aktiv, z. B. in Fachgruppen des ÖWAV, und er ist Mitglied in der Gesellschaft Österreichischer Chemiker (GÖCh). Auf internationaler Ebene ist seine Mitgliedschaft in der Gesellschaft Deutscher Chemiker (GDCh), in div. Arbeitsgruppen bzw. Fachausschüssen der DWA, im Deutschen Expertenrat für Umwelttechnologie und Infrastruktur (dex), seine Vorstandsmitgliedschaft im „European Technical and Scientific Committee“ (ETSC) der EWA und seine Mitgliedschaft im Vorstand der Specialist Group on Design, Operation and Costs of Large Wastewater Treatment Plants der International Water Association (IWA) zu nennen.
Im Bereich der Klärwärterausbildung ist der Beitrag von Norbert Matsché ein sehr umfangreicher und wesentlicher, speziell im Rahmen von Projekten der Jahre 2003–2008 mit dem Ziel eines Wissenstransfers in Länder Osteuropas: Im Sommer 2003 wurde unter seiner Federführung bereits eine erste Klärwärterausbildung auf der Kläranlage Makedonski Brod (damals: Republik Mazedonien, heute: Republik Nordmazedonien) erfolgreich organisiert. Es folgte 2005–2008 das EU-Projekt DEREC TEMPUS JEP (Development of Environmental and Resources Engineering Curriculum), bei dem er auch an leitender Stelle mitwirkte. Zweck von DEREC TEMPUS JEP war es, eine qualitativ hochstehende Ausbildung von Klärwärterfachpersonal in Mazedonien zu stärken und zu konsolidieren. Beim Nachfolgeprojekt DEREL (Development of Environmental and Resources Engineering Learning, 2010–2014) war er beratend tätig. Der Schwerpunkt des DEREL-Projekts lag auf der Einführung eines postgradualen Studienlehrgangs in Umweltingenieurwesen an der Ss Cyril and Methodius University in Skopje, EJR Mazedonien, der Universität Novi Sad, Serbien, und der Polytechnischen Universität Tirana, Albanien.
Norbert Matsché war auch Mitglied in Editorial Boards verschiedener Fachzeitschriften, z. B. bei Acta Hydrochimica et Hydrobiologica. Und er war Herausgeber einer Anzahl von Bänden der Schriftenreihe „Wiener Mitteilungen“, siehe „Werke (Auswahl)“. Fünf Jahre lang, zwischen 1. Januar 1999 und 31. Dezember 2003 leitete Norbert Matsché das Institut und war während dieser Zeit für die Entwicklung des Instituts verantwortlich.
Als Norbert Matsché im Jahr 1970 als Postdoc bei Prof. John F. Andrews, Professor der Abteilung für Umweltsystemtechnik, Clemson University (South Carolina, USA) beschäftigt war, besuchte ihn dort Wilhelm von der Emde, der damalige Leiter seines „Heimatinstitutes“ an der Technischen Hochschule in Wien, woraus sich Kontakte zwischen den beiden Professoren aus Clemson und Wien ergaben. Dies legte den Grundstein zu einer Zusammenarbeit, in deren Zuge eine wichtige Konferenz nach Wien geholt werden konnte. Aus der im September 1971 erstmals stattfindenden Konferenz der IWA (damals noch: International Association on Water Pollution Research, IAWPR), welche den Titel „Workshop on Design – Operation Interactions at Large Treatment Plants“ trug, entwickelte sich eine bis heute bestehende einflussreiche Konferenzreihe, die sich mit Themenfeldern rund um große Kläranlagen (>100.000 EW) auseinandersetzt. Nach der Emeritierung von Wilhelm von der Emde war Norbert Matsché bis zu seiner eigenen Pensionierung gemeinsam mit der Leitung der IWA Specialist Group „Design, Operation and Costs of Large Wastewater Treatment Plants“ und einem Team des Institutes verantwortlich für das Programm bzw. die Organisation dieser internationalen Konferenzreihe.

## Auszeichnungen und Ehrungen
- 2015: Goldenes Ingenieurdiplom der TU Wien, 18. Dezember 2015

## Werke (Auswahl)
- Norbert Matsché (Hrsg.): Schadstofffragen in der Wasserwirtschaft. Wiener Mitteilungen, Band 84, TU Wien, 1989.
- Norbert Matsché (Hrsg.): Entfernung von Phosphorverbindungen bei der Abwasserreinigung. Wiener Mitteilungen, Band 97, TU Wien, 1991.
- Norbert Matsché (Hrsg.): Chemische Analytik für einen zeitgemäßen Gewässerschutz. Wiener Mitteilungen, Band 108, TU Wien, 1992, ISBN 3-85234-008-X.
- Norbert Matsché (Hrsg.): Alte und neue Summenparameter : Einsatz in der Wasser- und Abwassertechnik. Wiener Mitteilungen, Band 127, TU Wien, 1995, ISBN 3-85234-017-9.
- Norbert Matsché (Hrsg.): Der spektrale Absorptionskoeffizient zur Bestimmung der organischen Abwasserbelastung, Band 156, TU Wien, 1999, ISBN 3-85234-047-0.
- Norbert Matsché (Hrsg.): Deponiesickerwasser und Oberflächenabdichtung auf Reaktordeponien, Band 162, TU Wien, 2000, ISBN 3-85234-053-5.
- Norbert Matsché (Hrsg.): Chemie in der Wassergütewirtschaft, Band 192, TU Wien, 2005, ISBN 3-85234-083-7.
- Norbert Matsché (Hrsg.): Betriebserfahrungen moderner Kläranlagen, Band 195, TU Wien, 2006, ISBN 3-85234-086-1.
- Norbert Matsché (Hrsg.): Korrosions- und Geruchsprobleme in der Kanalisation, Band 205, TU Wien, 2007, ISBN 978-3-85234-097-5.
- Norbert Matsché (Hrsg.): Geruchsemissionen aus Abwasseranlagen, Band 237, TU Wien, 2015, ISBN 978-3-85234-131-6.